# Siamese Pipe
Siamese Pipe — второй студийный альбом нью-йоркской нойз-рок-группы The Heroine Sheiks, изданный 1 октября 2002 года Rubric Records.

## Отзывы критиков
Ричи Унтербергер из AllMusic присудил данному альбому три звезды из пяти, похвалив вокал Сельберга. Брендан Рейд из Pitchfork Media присудил данному альбому 6.7 баллов из 10, отметив, что Сельберг «наконец-то поднялся».

## Список композиций
Слова и музыка всех песен — написаны The Heroine Sheiks, за исключением «My Boss» и «Little Schoolgirl», написанных Тукумкэри Рэттлерсом и Сонни Бой Уильямсоном соответственно.
| №                   | Название            | Длительность |
| ------------------- | ------------------- | ------------ |
| 1.                  | «Army Brat»         | 2:58         |
| 2.                  | «Grab the Wheel»    | 2:49         |
| 3.                  | «3-Banger»          | 4:07         |
| 4.                  | «Let It Die»        | 3:44         |
| 5.                  | «Open You Up»       | 2:15         |
| 6.                  | «My Boss»           | 2:29         |
| 7.                  | «Kiss It»           | 3:22         |
| 8.                  | «Little Schoolgirl» | 3:32         |
| 9.                  | «Best Enemies»      | 3:33         |
| 10.                 | «Mas Suicide»       | 10:25        |
| Общая длительность: | Общая длительность: | 39:14        |

## Участники записи
- Шеннон Сельберг — вокал, клавишные, горн
- Норман Вестберг — гитара
- Эрик Эбл — бас-гитара, клавишные (на «My Boss»)
- Джон Фелл — ударные
- Все вышеперечисленные — продюсирование

Дополнительный персонал
- Грег Гордон — продюсирование, микширование, звукозапись
- Скотт Хилл — клавишные (на «Kiss It»)
- Алекс Липсен — звукоинжиниринг
- Дэн Лонг — звукоинжиниринг
- Скотт Нортон — звукоинжиниринг
- Грег Вон — мастеринг